# 進藤晶子のBelieve in
『airweave presents 進藤晶子のBelieve in』（エアウィーヴプレゼンツ・しんどうまさこのビリーブイン）は、TBSラジオ制作で放送されていたラジオのトーク番組。
株式会社エアウィーヴ（airweave）の一社提供。

## 番組概要
この番組では、アスリートや伝統芸能に携わる役者、文化人などの、いわば「プロフェッショナルな人」を招き、2回にわたってお話を伺うものである。
なお、この番組は元TBSアナウンサーの進藤晶子が、2001年3月の退社以来12年半ぶりに務めるTBSラジオでのレギュラー番組となる。
当初は関東ローカルで放送を開始したが、2014年から東海・関西地区などでもネットされた。

## 放送時間
- TBSラジオ：毎週日曜日17:30 - 18:00
- CBCラジオ：毎週日曜日18:30 - 19:00→19:30 - 20:00→18:15 - 18:45（2014年1月5日放送開始）
- 朝日放送：毎週日曜日22:00 - 22:30→毎週土曜日18:30 - 19:00[注釈 2]（2014年4月6日放送開始）